# Republic Aviation
Corporația Aviatică Republic a fost un fabricant american de avioane responsabil pentru proiectarea și producerea multor avioane importante, incluzând P-47 Thunderbolt, F-84 Thunderjet și F-105 Thunderchief.

## Avioane
- P-47 Thunderbolt
- RC-3 Seabee
- Familia F-84:
  - F-84 Thunderjet
  - F-84F Thunderstreak
  - RF-84F Thunderflash
  - F-105 Thunderchief

## Ultimii ani
În decembrie 1957, Republic a creat o secțiune de elicoptere, construint elicopterul francez Alouette sub licență,dar cu succes de vânzări sărace.
Într-un efort de a face compania să meargă mai departe, Republic a construit un avion civil turbopropulsat de rază medie numit Rainbow. Avionul ar fi foarte rapid pentru un avion propulsat, dar interesul din partea liniilor aeriene nu era suficient pentru a continua dezvoltarea avionului și proiectul a fost anulat.
Republic a făcut o ultimă tentativă pentru a supraviețui prin întoarcerea la contractele militare. În 1960, Republic a achiziționat un interes minoritar în compania olandeză de avioane Fokker și a încercat să vândă Forței Aeriene un avion de atac proiectat de Fokker, însă cumpărătorul era puțin interesată și nici un contract nu a fost oferit.
În anii '60, compania aerospațială Fairchild, proprietate a lui Sherman Fairchild, a început să achiziționeze acțiunile și în final a preluat compania Republic în iulie 1965. În septembrie, Republic a devenit Secțiunea Republic Aviation a companiei Fairchild și a încetat să existe ca o companie independentă.
Tradiția de a numi avioanele a fost continuată de Fairchild cu avionul A-10 Thunderbolt II (primul zbor în mai 1972). Avionul este mai bine cunoscut prin numele său oficial Warthog, avioanele F-84 și F-105 purtau versiunile ale poreclei Hog.